# Cuff

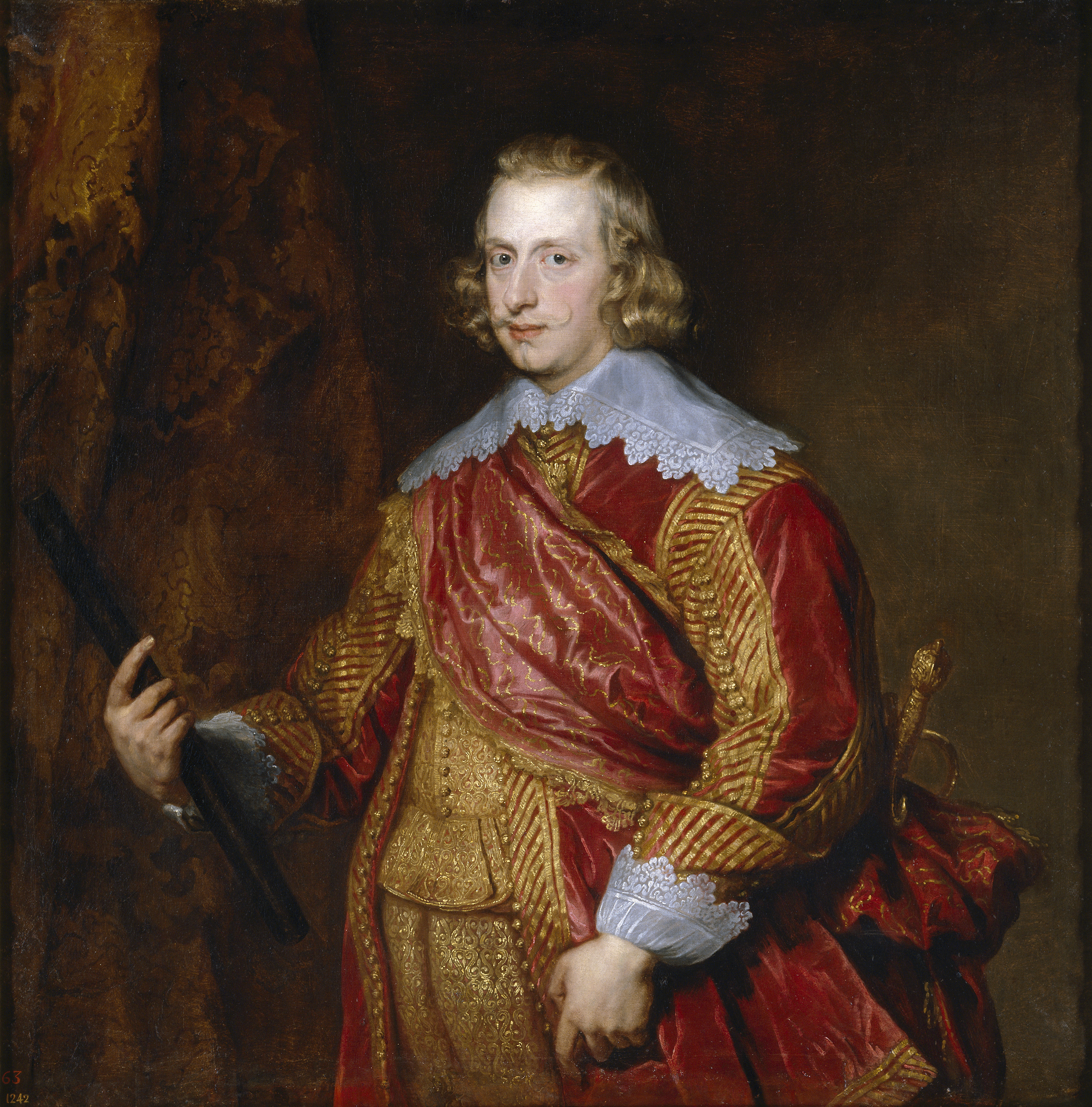
El cardenal infante Fernando de Austria, de Anton van Dyck.

Un cuff o manguito es una capa adicional de tela en el borde inferior de la manga de una prenda (camisa, abrigo, etc.) que cubre el brazo, en la muñeca. La función de los puños torcidos es proteger la tela de la prenda del deshilachado y, cuando se deshilacha, permitir que los puños sean reparados o reemplazados fácilmente, sin cambiar la prenda.

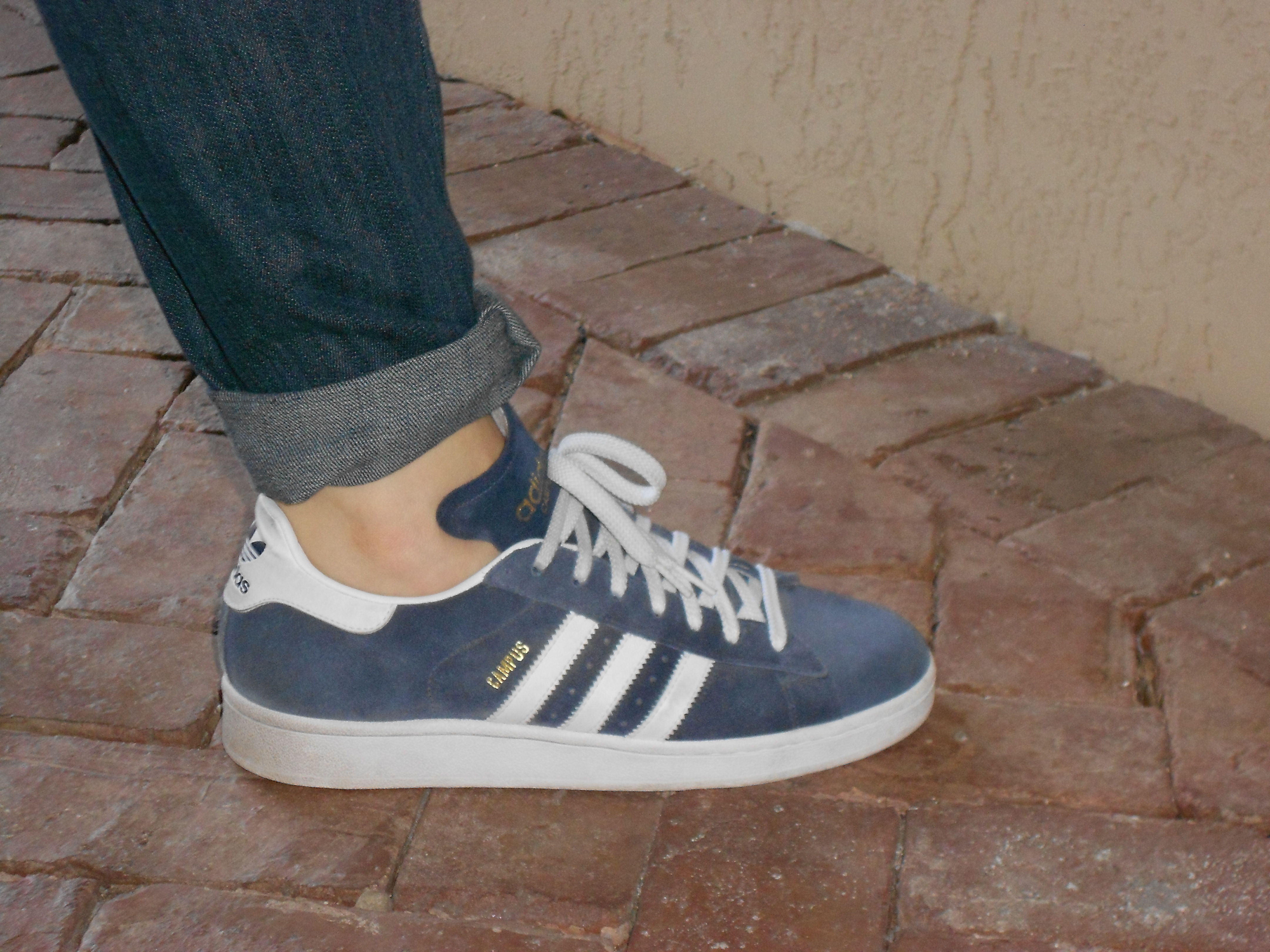
Perneras vueltas en un pantalón.

Los puños se hacen retrocediendo (doblando) el material, o se puede coser una banda de material separada, o usar por separado, unida por botones o tachuelas. Un manguito puede mostrar un borde ornamental o tener encaje o algún otro recorte. En el inglés de los EE. UU., La palabra puños de pantalón se refiere a los fondos doblados de las perneras de un par de pantalones; en italiano esta prenda es llamada risvolti.